# Henry Soum
Pour les articles homonymes, voir Soum.
Henry Soum, né le 29 décembre 1899 et mort le 24 août 1983, est un haut fonctionnaire et homme d'État français.

## Biographie
Après avoir occupé divers postes de préfet, il est notamment ministre d'État de Monaco de 1953 à 1959.

## Décorations

### Françaises
- Officier de la Légion d'honneur (1948)
  - Chevalier en 1938

### Monégasques
- Grand-officier de l'ordre de Saint-Charles (1958)[2]
- Grand-officier de l'ordre de Grimaldi (1954)[3]